# Beaucaire (Gard)
Beaucaire is een gemeente in het Franse departement Gard (regio Occitanie). De gemeente telde 15.695 inwoners op 1 januari 2022. De plaats maakt deel uit van het arrondissement Nîmes.

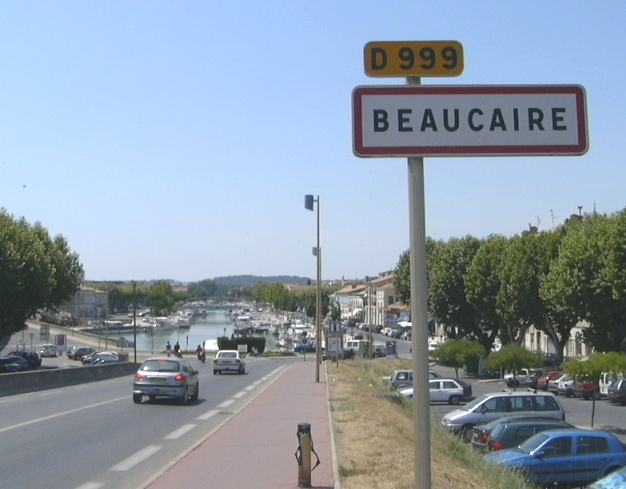
Entree en haven

## Geschiedenis
In de Romeinse tijd was Beaucaire, toen Ugernum, een etappeplaats op de Via Domitia die Italië met Spanje verbond.
In de middeleeuwen groeide Beaucaire als een dorp rond een kasteel. De plaats kreeg een omwalling. Beaucaire werd in de eerste decennia van de 13e eeuw een gemeente bestuurd door consuls. De stad bloeide door de handel op de Rhône. In deze periode bezocht koning Lodewijk IX de stad verschillende keren. In de 16e eeuw werd Beaucaire een place de sûreté voor de hugenoten.
Tussen de 16e en de 19e eeuw werd in Beaucaire de Foire de la madeleine gehouden, een jaarlijkse markt met een erg grote omzet die tien dagen duurde. Door het wegvallen van de handel over de rivier en de komst van de spoorweg verdween deze markt in de loop van de 19e eeuw. De spoorlijn Nîmes - Beaucaire werd op 15 juli 1839 ingehuldigd. Deze opening viel samen met de jaarmarkt. De reistijd naar Nîmes werd teruggebracht tot 36 minuten.
De stad had meermaals te lijden onder overstromingen van de Rhône en daarom werd vanaf 1845 een dijk (banquette) gebouwd om de stad te beschermen.

## Geografie
De oppervlakte van Beaucaire bedroeg op 1 januari 2022 86,52 vierkante kilometer; de bevolkingsdichtheid was toen 181,4 inwoners per km². Beaucaire ligt aan de Rhône tegenover Tarascon ( Bouches-du-Rhône). Beaucaire ligt op 24 kilometer van Nîmes. Het Canal du Rhône à Sète loopt door de gemeente. Dit verbindt de Rhône met het Canal du Midi.
De onderstaande kaart toont de ligging van Beaucaire met de belangrijkste infrastructuur en aangrenzende gemeenten.

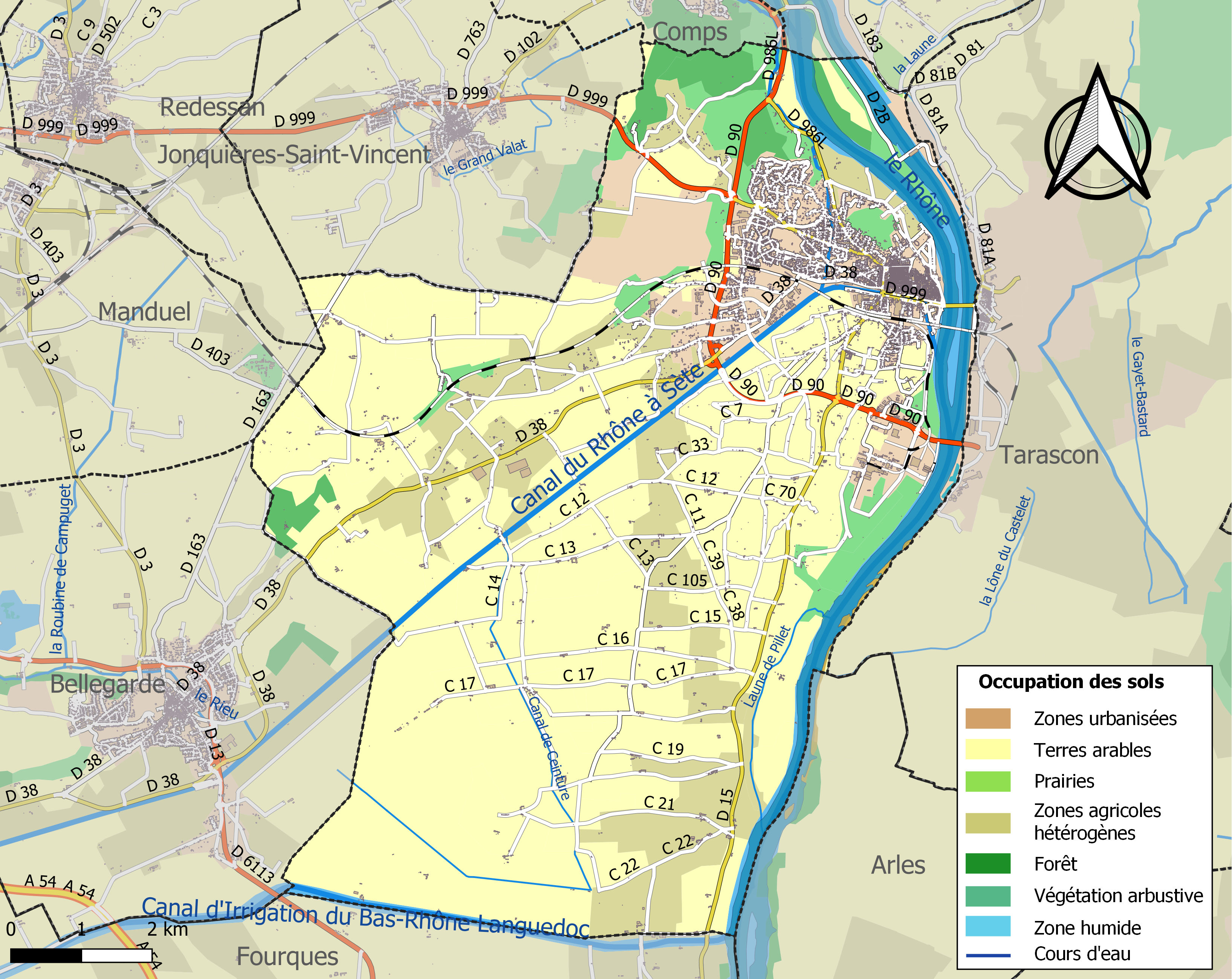

## Verkeer
In de gemeente ligt het spoorwegstation Beaucaire.

## Demografie
Onderstaande figuur toont het verloop van het inwonertal (bron: INSEE-tellingen).

## Bezienswaardigheden
- Collégiale Notre-Dame des Pommiers, een voormalige kapittelkerk uit de 18e eeuw, nu parochiekerk.
- Abdij Saint-Roman, ruïnes van een klooster dat vernield werd in 1538.
- Stadhuis, gebouwd tussen 1679 en 1683 onder leiding van architect Jacques Cubizol.

Daarnaast telt de stad verschillende stadspaleizen van burgers rijk geworden door de Foire de la madeleine.

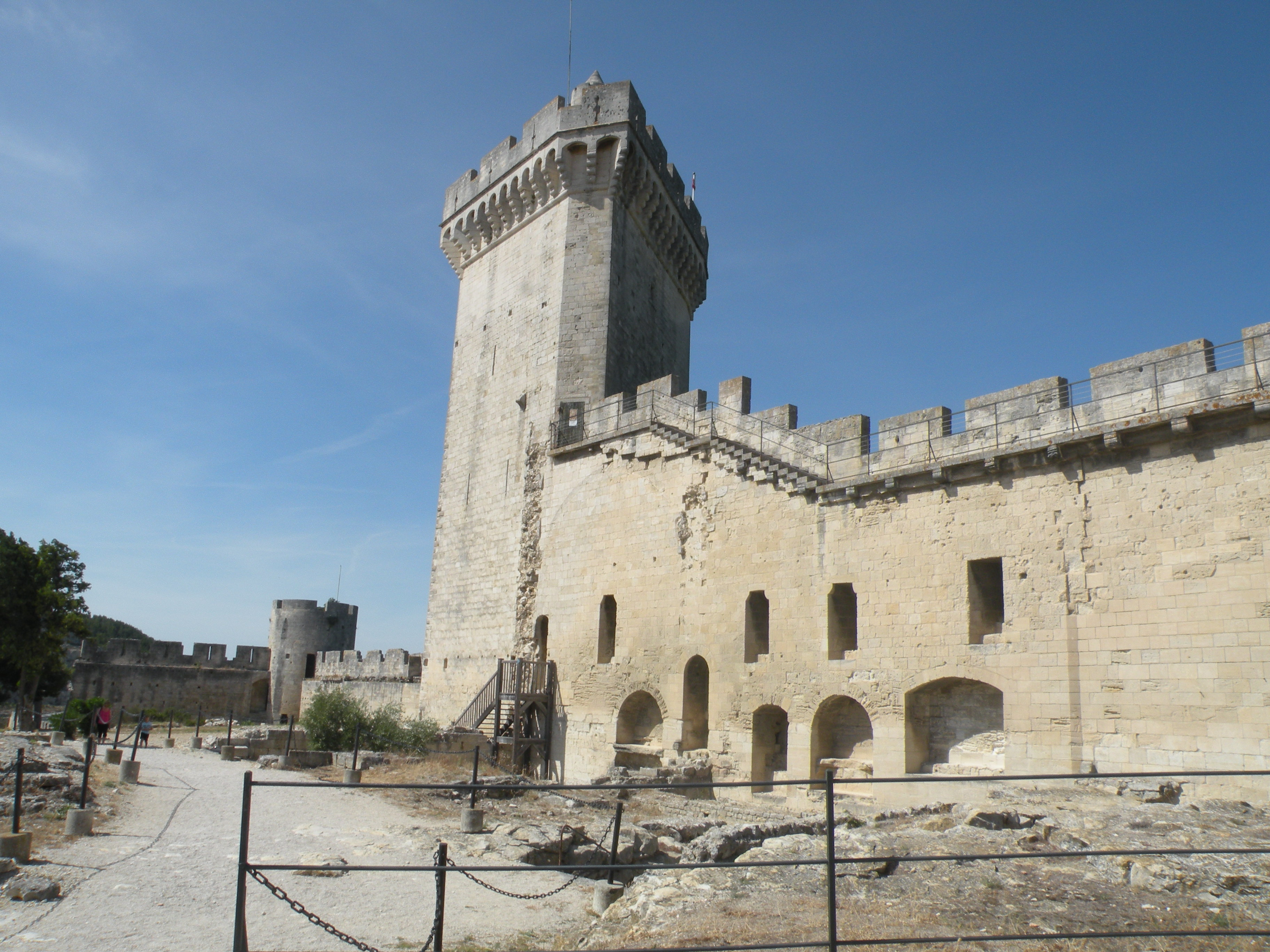
Donjon van het kasteel
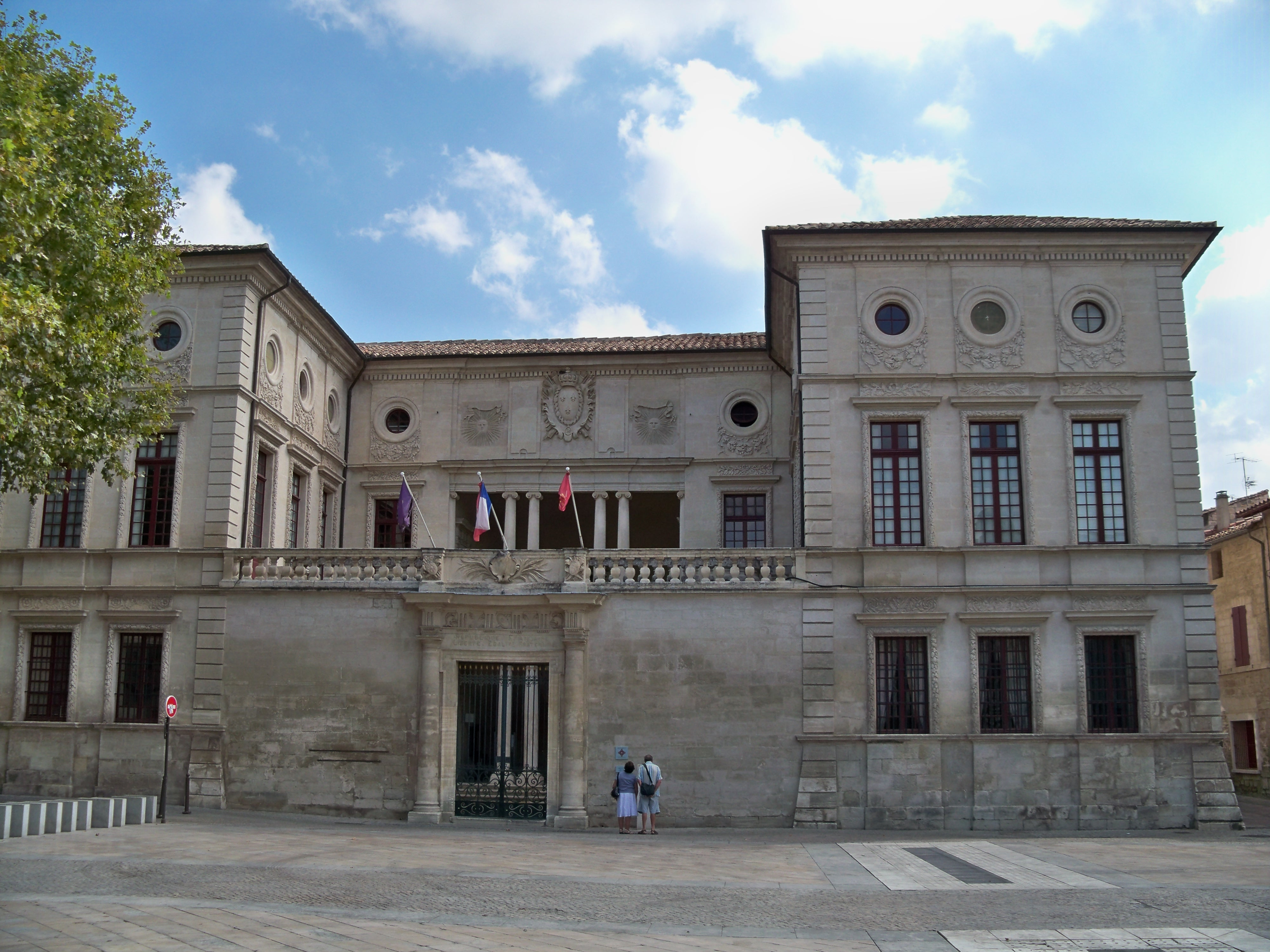
Stadhuis
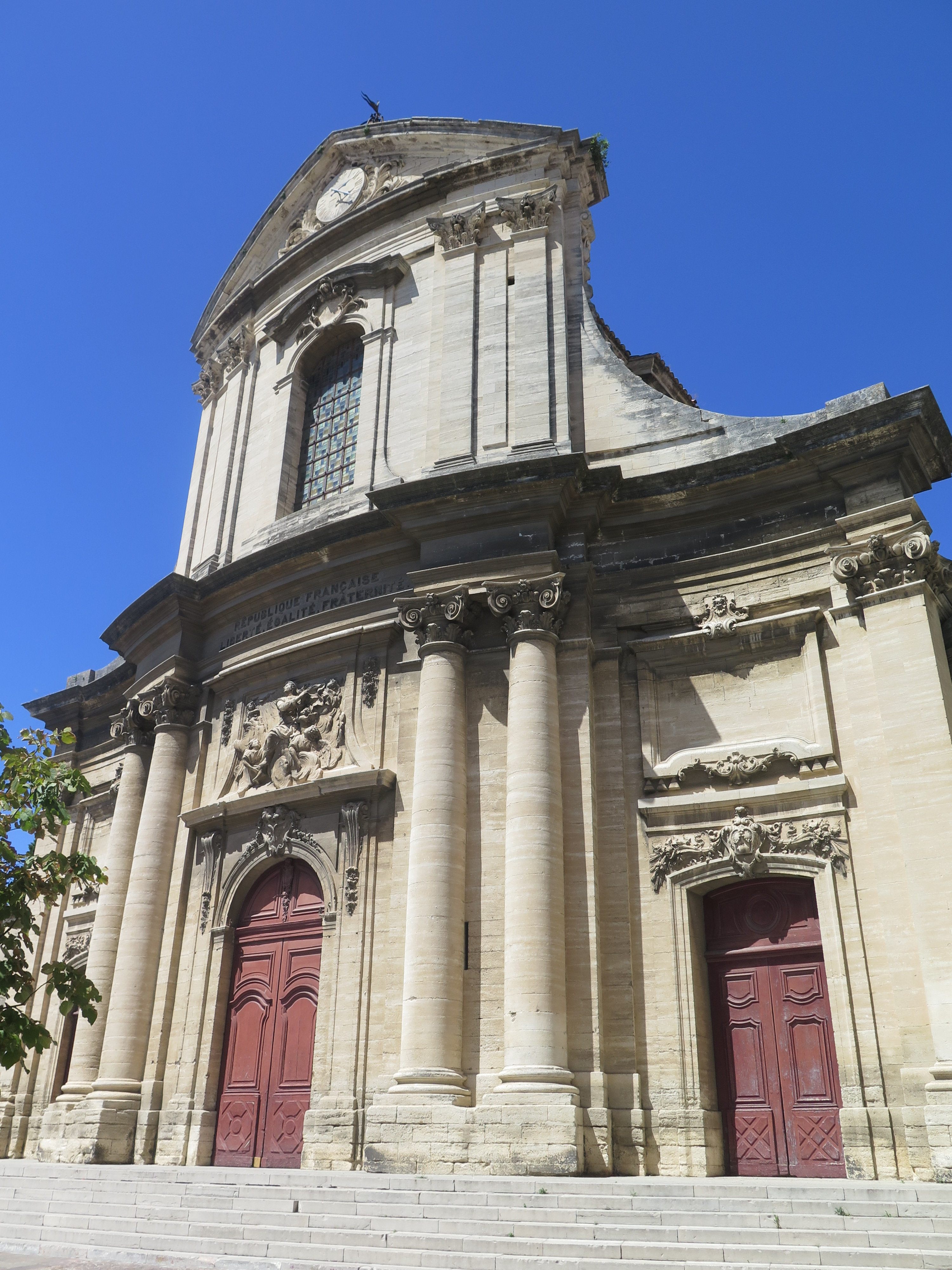
Collégiale Notre-Dame des Pommiers
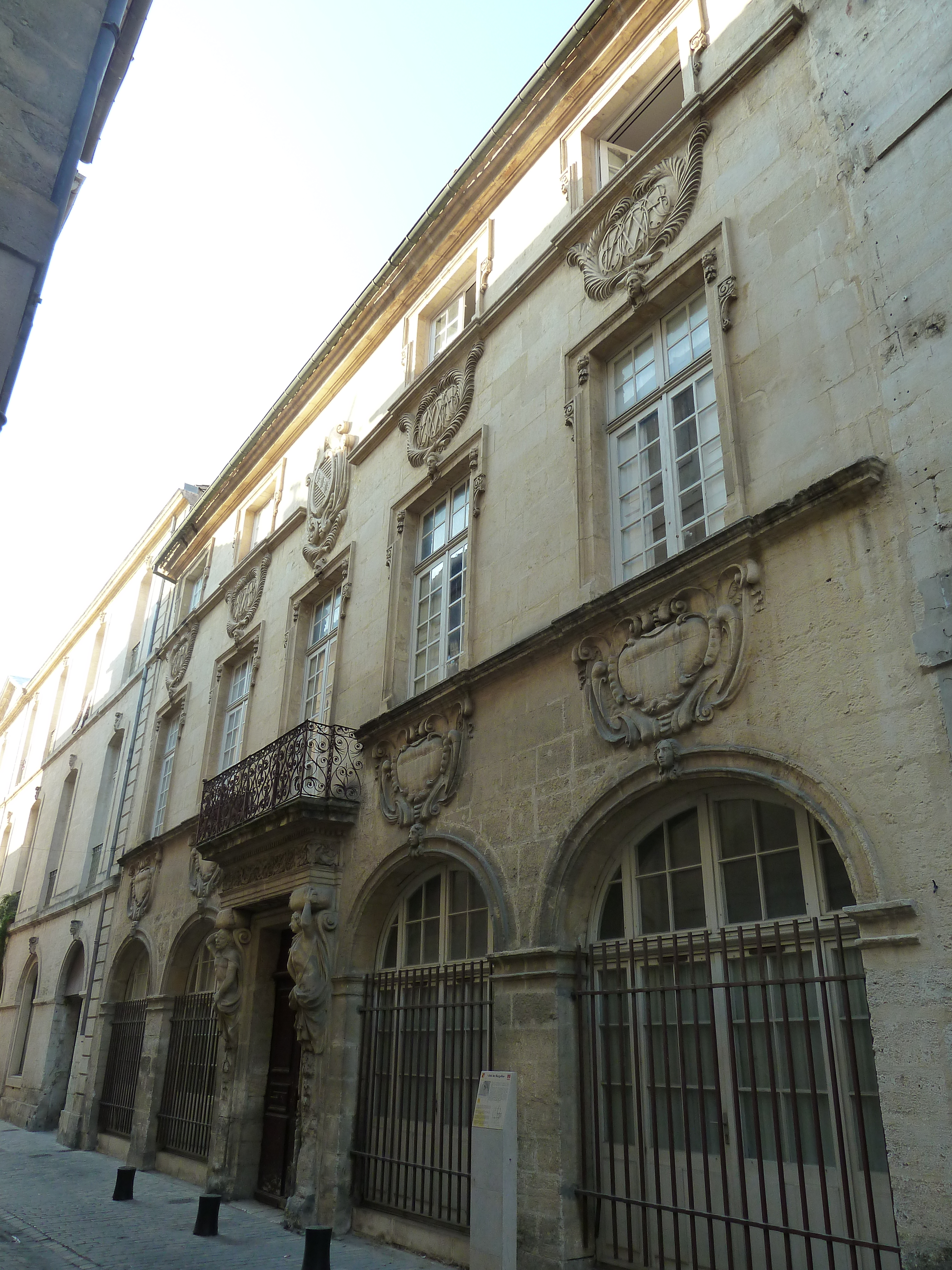
Hôtel de Margallier
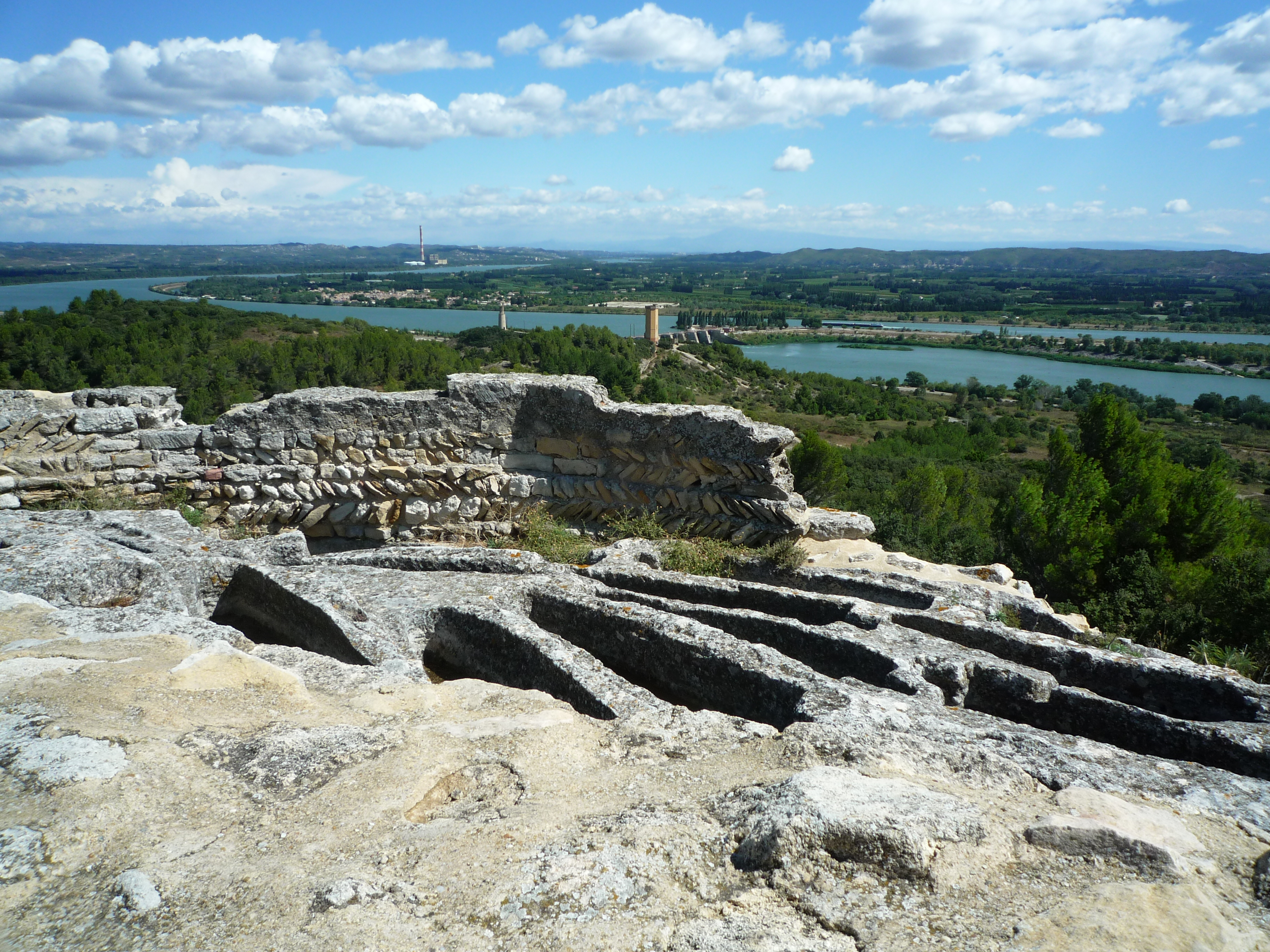
Voormalige abdij Saint-Roman
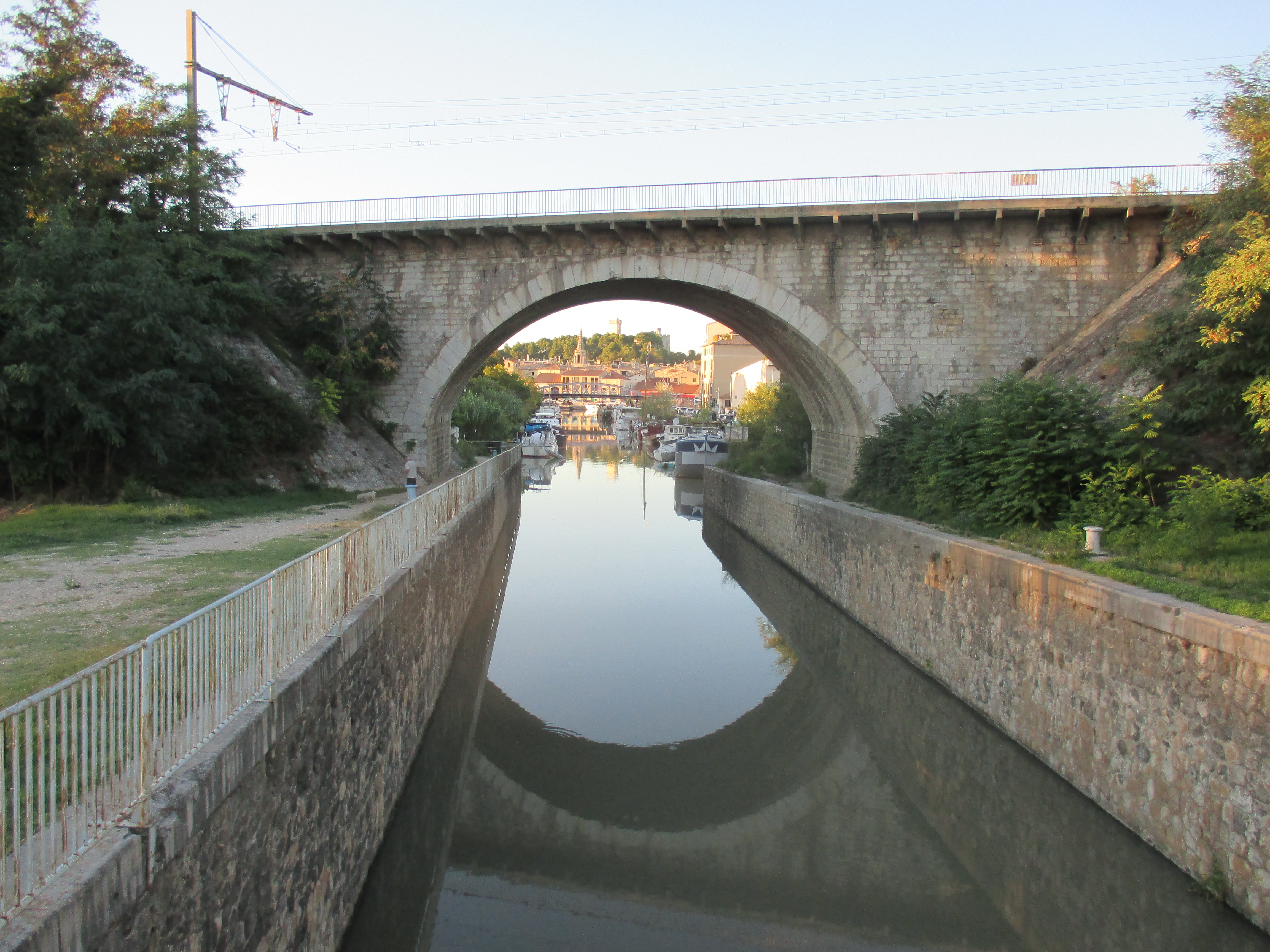
Canal du Rhône à Sète
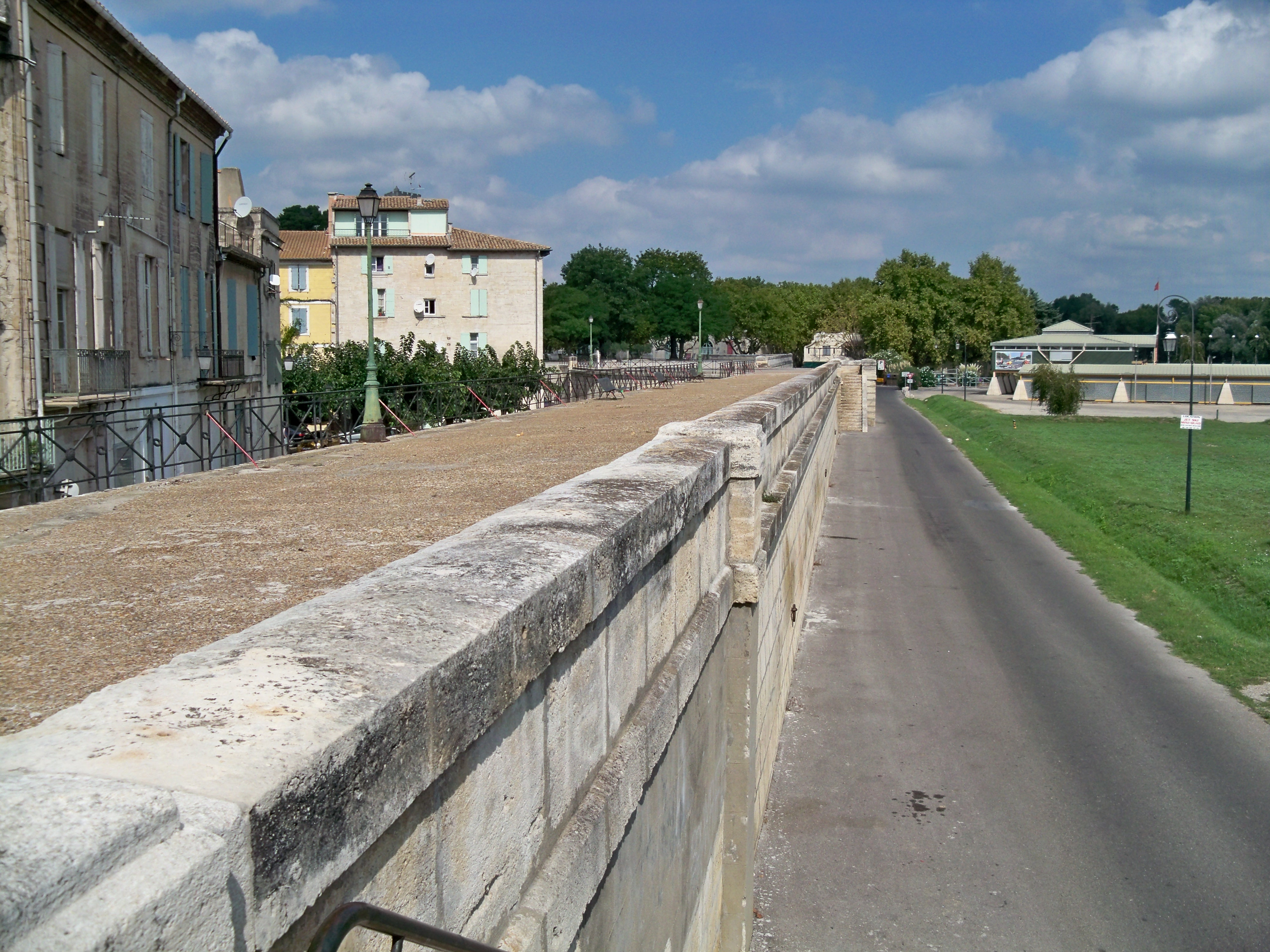
Banquette